# خوان دومینگز (بازیکن فوتبال زاده ۱۹۸۳)
خوان دومینگز (انگلیسی: Juan Domínguez؛ زادهٔ ۲۹ دسامبر ۱۹۸۳) بازیکن فوتبال اهل اسپانیا است.
از باشگاه‌هایی که در آن بازی کرده‌است می‌توان به باشگاه خیمناستیک تاراگونا، باشگاه فوتبال ایبار، و باشگاه فوتبال رئال سوسیداد اشاره کرد.